# Free & Fancy
『Free & Fancy』（フリー アンド ファンシー）は、2022年5月11日にリリースされたYUKIの初のEP。初回生産は紙ジャケット仕様。

## 概要
YUKI初のEP作品であり、アルバムとしては前作『Terminal』から約1年ぶりのリリースとなる。
タイトルの"Free&Fancy"は、YUKIの1st Album『PRISMIC』に収録されている『Rainbow st.』の歌詞にも入っており、元の英単語"fancy-free"（自由奔放）から取られている。これは、コロナ禍においてYUKI自身が『歌うことが私の自由であると再確認出来た』といったことから名付けられた。
収録曲全3曲の中に収録されているYUKIのソロデビュー20周年の新作第1弾の曲「鳴り響く限り」は、ジョージ朝倉が原作のアニメ『ダンス・ダンス・ダンスール』のOP主題歌になっている。
また、2022年5月10日にYouTube公式チャンネルにアップされたMVは「コロナ禍の中で、SNSを通じて大勢の誰かと楽曲でつながる世界を再現」するというテーマで創作された。
本作を含め、YUKIのソロ活動20周年を祝うライブとして、約1年ぶりとなる全国ツアー「YUKI concert tour "SOUNDS OF TWENTY”2022」が2022年6月18日よりスタート。
収録曲3曲はすべて2023年2月発売の11thオリジナルアルバム『パレードが続くなら』に収録される。

## 収録曲
全作詞：YUKI
1. 鳴り響く限り（3:55）
  - 作曲：小形誠／編曲：前田佑
  - 35thシングル曲[3]。ジョージ朝倉作のTVアニメ『ダンス・ダンス・ダンスール』主題歌。
  - 20周年を記念した全国ツアー「YUKI concert tour "SOUNDS OF TWENTY" 2022」では全公演ラストで披露された。
  - 2022年5月13日放送の「ミュージックステーション」、12月23日放送のYUKIにとって3度目の出演となる「ミュージックステーションスーパーライブ」でともに歌われた。
2. パレードが続くなら（3:58）
  - 作曲・編曲：南田健吾（agehasprings Party）
  - 2023年2月に発売される11thアルバムのタイトルに使用されている。
3. ハンサムなピルエット（3:54）
  - 作曲：柴田尚／編曲：久保田慎吾（Jazzin' park）,D&H

## 演奏
1. 鳴り響く限り
  - 前田佑
    - Programming & All Other Instruments

  - 中野勇介
    - Brass Arrangement
    - Trumpet

  - 鹿討奏
    - Trombone

  - 大郷良知
    - Alto/Tenor Saxophone

  - Taiga(Blue Vintage)
    - Guitar
2. パレードが続くなら
  - 南田健吾(agehasprings Party)
    - Programming & All Other Instruments
3. ハンサムなピルエット
  - 久保田慎吾、D&H
    - Guitar,Programming & All Other Instruments